# Rudy Germoso
Rudy Germoso, né le 1er novembre 1989,, est un coureur cycliste dominicain.

## Biographie
En 2019, Rudy Germoso se classe douzième du championnat de la Caraïbe sur route. Trois ans plus tard, il représente son pays aux championnats panaméricains et aux Jeux bolivariens. Il devient ensuite champion de République dominicaine sur route en 2024. 

## Palmarès et résultats

### Palmarès par année
- 2020
  - 3e du championnat de République dominicaine sur route
- 2023
  - 3e du championnat de République dominicaine sur route
- 2024
  -  Champion de République dominicaine sur route
  - 2e du championnat de République dominicaine du contre-la-montre

### Classements mondiaux
| Année            | 2023 |
| ---------------- | ---- |
| UCI America Tour | 278e |